# Семеен портрет
„Семеен портрет“ (на испански: Retrato de familia) е мексиканска теленовела, създадена от Хесус Калсада, режисирана от Франсиско Франко и продуцирана от Луси Ороско за Телевиса през 1995 г.
В главните роли са Елена Рохо и Алфредо Адаме, а в отрицателните - Диана Брачо, Йоланда Андраде и Алехандро Томаси. Специално участие вземат Раул Араиса, Саби Камалич и Хулиан Пастор.

## Сюжет
В град Гуадалахара живеят Пилар Оливарес вдовица де Марискал, и двете ѝ дъщери Сесилия и Ирене. Сесилия е омъжена за Агустин Пресиадо, с когото имат три деца: Елвира, Октавио и Кристина. Въпреки лошите отношения между Сесилия и Агустин, тя винаги се стреми да осигури благосъстоянието на децата си. Въпреки това Елвира винаги е презирала майка си, възхищавайки се на баща си и леля си, Ирене.
Ирене е омъжена за Алваро, много обещаващ архитект. Но нетърпението на Ирене да постигне добро социално положение кара двойката да се дистанцира; освен това двамата не са се оженили по любов, тъй като бракът им е договорен от доня Пилар. Всъщност Ирена винаги тайно е обичала Агустин, с когото са любовници от години.
Години по-късно Сесилия и Агустин се развеждат и той напуска семейния дом. Елвира се превръща в най-големия враг на майка си и съюзник на леля си. Майка и дъщеря се отдалечават още повече, когато и двете се влюбват в един мъж, младия лекар Естебан Акуня.
Елвира се вманиачава по Естебан, още повече, когато той признава, че обича Сесилия. Тази мания я кара да напусне Диего, нейния годеник. От друга страна, Агустин отива в клиника „Естебан“ заради сериозни здравословни проблеми, но в крайна сметка умира. Елвира погрешно вярва, че Естебан и Сесилия убиват баща ѝ, а след това тя организира покушение срещу тях.

## Актьори
Част от актьорския състав:
- Елена Рохо – Сесилия Марискал Оливарес де Пресиадо
- Алфредо Адаме – Естебан Акуня Андере
- Диана Брачо – Ирене Марискал Оливарес
- Йоланда Андраде – Елвира Пресиадо Марискал
- Раул Араиса – Диего Корона Руфо
- Саби Камалич – Пилар Оливарес вдовица де Марискал
- Алисия Монтоя – Канделария
- Алехандро Томаси – Николас Негрете
- Иран Кастийо – Кристина Пресиадо Марискал
- Аитор Итуриос – Октавио Пресиадо Марискал
- Клаудио Брук – Габино Акуня
- Хулиан Пастор – Агустин Пресиадо
- Ана Мария Агире – Нора Руфо де Корона
- Хулио Брачо – Раул
- Тео Тапия – Онорио Барсенас
- Абраам Рамос – Хайме
- Мариана Сеоане – Арасели
- Добрина Кръстева – Лаурита
- Фелипе Нахера – д-р Рикардо Суарес
- Дулсе Мария – Елвира (дете)
- Елеасар Гомес – Октавио (дете)
- Ана Кристина Осегера – Кристина (дете)

## Премиера
Премиерата на Семеен портрет е на 23 октомври 1995 г. по Canal de las Estrellas. Последният 60. епизод е излъчен на 19 януари 1996 г.

## Награди и номинации
Награди TVyNovelas 1996
| Категория                            | Номиниран(а)     | Резултат   |
| ------------------------------------ | ---------------- | ---------- |
| Най-добра теленовела                 | Луси Ороско      | Номинирана |
| Най-добра актриса в главна роля      | Елена Рохо       | Номинирана |
| Най-добра актриса в отрицателна роля | Йоланда Андраде  | Номинирана |
| Най-добър актьор в отрицателна роля  | Алехандро Томаси | Номиниран  |
| Най-добър актьор в поддържаща роля   | Раул Араиса      | Номиниран  |

Награди El Heraldo de México 1996
| Категория            | Номиниран(а)  | Резултат   |
| -------------------- | ------------- | ---------- |
| Най-добра теленовела | Луси Ороско   | Номинирана |
| Най-добра актриса    | Елена Рохо    | Номинирана |
| Най-добър актьор     | Алфредо Адаме | Номиниран  |

## Версии
- Част от тази история е включена във втората част на теленовела, която започва след като приключва настоящата, Марисол, където се комбинира с други истории на Инес Родена. В този случай любовният триъгълник, изпълняван от Елена Рохо, Алфредо Адаме и Йоланда Андраде, е изпълнен от Ерика Буенфил, Едуардо Сантамарина и дебютантката Рене Варси.
- През 2001 г. е създадена теленовелата El secreto в сътрудничество между испанската компания Televisión española и мексиканската Телевиса, продуцирана от Карлос Оренго и Карлос Морено Лагийо, с участието на Лола Форнер, Едуардо Капетийо и Лорена Бернал.